# Xã Stonycreek, Quận Somerset, Pennsylvania
Xã Stonycreek (tiếng Anh: Stonycreek Township) là một xã thuộc quận Somerset, tiểu bang Pennsylvania, Hoa Kỳ. Năm 2010, dân số của xã này là 2.237 người.